# Медаль «За освоение целинных земель»
Медаль «За освоение целинных земель» — государственная награда СССР.
Учреждена Указом Президиума Верховного Совета СССР от 20 октября 1956 года. Автор проекта медали — художник Н. Н. Филиппов.

## Положение о медали
Медалью «За освоение целинных земель» награждаются колхозники, работники совхозов, МТС, строительных и других организаций, партийные, советские, профсоюзные и комсомольские работники за хорошую работу на освоении целинных и залежных земель в районах Казахстана, Сибири, Урала, Поволжья и Северного Кавказа.
К награждению медалью «За освоение целинных земель» представляются работники, проработавшие в районах освоения целинных и залежных земель, как правило, не менее двух лет.
Вручение медали «За освоение целинных земель» производится от имени Президиума Верховного Совета СССР председателями, заместителями председателей и членами Президиумов Верховных Советов автономных республик и исполнительных комитетов краевых, областных, районных и городских Советов депутатов трудящихся по месту жительства награждённых.
Вместе с медалью награждённому вручается удостоверение о награждении установленной формы.
Медаль «За освоение целинных земель» носится на левой стороне груди и при наличии орденов и других медалей располагается после медали «За восстановление угольных шахт Донбасса».

## Описание медали
Медаль «За освоение целинных земель» изготавливается из цветного металла и имеет форму правильного круга диаметром 32 мм.
Ушко медали имело два варианта изготовления — округлое сточенное и более редкое — округлое выпуклое.
На лицевой стороне медали изображен самоходный комбайн (С-4) во время уборки урожая и на горизонте поля элеватор, внизу медали в три строки надпись «За освоение целинных земель».
На оборотной стороне медали изображены: внизу серп и молот с расходящимися от них солнечными лучами, вверху пятиугольная звездочка, с левой стороны пшеничный колос и с правой стороны кукурузные початки.
Все надписи и изображения на медали выпуклые. Края медали с лицевой и оборотной стороны окаймлены выпуклым бортиком.
Для прикрепления к одежде медали служит пятиугольная колодка. Колодка представляет собой пятиугольную пластину, обращённую одним углом вниз. Пластина имеет в нижнем углу фигурный вырез для прикрепления медали к колодке. На оборотной стороне пластины приспособление в виде булавки для прикрепления колодки к одежде.
Колодка покрыта шёлковой муаровой лентой шириной 24 мм. Лента тёмно-зелёного цвета с двумя продольными жёлтыми полосками по краям. Ширина полосок по 3 мм каждая.

## История
Известны случаи повторного награждения медалью «За освоение целинных земель».
Помимо индивидуальных награждений отличившихся граждан, медалью мог быть награждён и трудовой коллектив. Так, например, 12 октября 1966 года медалью «За освоение целинных земель» была награждена комсомольская организация Уральского политехнического института им. Кирова. Также этой медали был удостоен автомобильный батальон Киевского Военного Округа. 16 сентября 1963 года медалью был награждён Казахский политехнический институт. Одним из награждённых этой медалью является Ю. А. Гагарин. После него эта медаль вручалась на месте посадки и многим другим космонавтам.

## Дважды награждённые
- Юрий Иванович Казаков (трижды)
- Иван Александрович Бенедиктов
- Александр Иванович Бовин
- Яков Гурьевич Почупайло
- Семён Петрович Васягин
- Владимир Фёдорович Толубко
- Иван Фёдорович Халипов
- Талгат Ахметович Тегисов
- Евгения Гавриловна Кобежикова
- Андрей Егорович Боровых
- Сергеев, Геннадий Дмитриевич
- Есен Таскинбаевич Таскинбаев
- Калдыбек Сабденович Сабденов
- Николай Иосифович Ерёмин
- Виктор Васильевич Горбатко
- Токтарбай Кадамбаевич Кадамбаев
- Валерий Фёдорович Быковский[3]
- Пётр Михайлович Прусов[4]

## Иллюстрации
- Реверс медали
- Удостоверение к медали
- Почтовая марка СССР, 1957 год